# 罗德罗
罗德罗（義大利語：Rodero），是意大利科莫省的一个市镇。总面积2平方公里，人口1202人，人口密度601.0人/平方公里（2009年）。ISTAT代码为013197。